# NGC 3603-C
NGC 3603-C eller HD 97950C är en dubbelstjärna i norra delen av stjärnbilden Kölen och belägen i mitten av HD 97950-hopen i det stjärnbildande området NGC 3603. Den har en skenbar magnitud av ca 11,89 och kräver ett teleskop för att kunna observeras. Den beräknas befinna sig på ett avstånd på ca 25 000 ljusår (ca 7 600 parsek) från solen.
NGC 3603-C katalogiserades först som en stjärna, men blev känd för att vara en tät klunga eller flera nära stjärnor. År 1926 fick de sex ljusaste medlemmarna bokstavsbeteckning från A till F, även om flera av dem sedan har lösts upp till mer än en stjärna. Stjärna C visade sig vara en dubbelstjärna, men följeslagaren har inte kunnat observeras.

## Egenskaper
Primärstjärnan i NGC 3603-C är en blå stjärna av spektralklass WN6h. Den har en massa som är ca 113 solmassor, en radie som är ca 26 solradier och har ca 2 200 000 gånger solens utstrålning av energi från dess fotosfär vid en effektiv temperatur av ca 44 000 K.

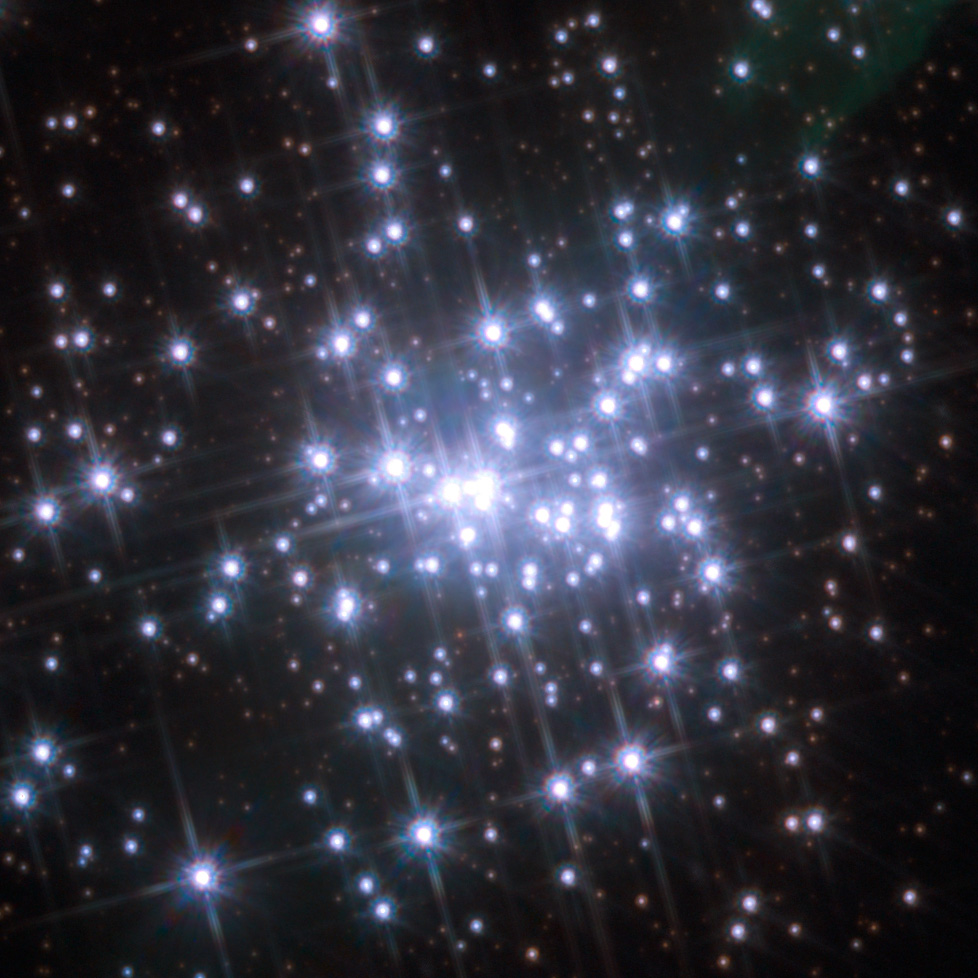
C är den ljusstarkaste stjärnan precis till vänster om den mycket nära A (tre stjärnor som inte är helt upplösta i mitten av bilden) och B-paret i mitten i denna HST-bild av den centrala delen av HD 97950.
Foto: NASA, ESA och Wolfgang Brandner (MPIA), Boyke Rochau (MPIA) och Andrea Stolte (Universitetet i Köln).

NGC 3603-C är en Wolf-Rayet-stjärna och är bland de mest ljusstarka och mest massiva stjärnorna som är kända. Den har ett spektrum som domineras av kraftigt bredda emissionslinjer. Spektraltyp WN6 anger att linjer av joniserat kväve är starka i jämförelse med linjer för joniserat kol, och suffixet h anger att vätelinjer också ses i spektrumet. Denna typ av WR-stjärna är inte den klassiska avskalade, åldrade stjärnan med kärnfusion av helium, utan ett ungt mycket ljusstarkt objekt med fusionsprodukter av CNO-cykeln som syns på ytan på grund av stark konventionell och roterande blandning och höga massförlusthastigheter från atmosfären. Emissionslinjerna genereras i stjärnvinden och fotosfären är helt dold. Ytfraktionen av väte uppskattas fortfarande till cirka 70 procent.
De två stjärnorna i NGC 3603-C cirklar kring varandra med en omloppsperiod av ca 9 dygn. Det antas att följeslagaren är mindre och svagare än primärstjärnan för att kunna påverka beräkningen av dess fysikaliska egenskaper. Även om stjärnan är mycket ung, cirka 1,5 miljoner år, har den redan förlorat en del av dess ursprungliga massa, som beräknas ha varit 137 solmassor, vilket betyder att den har förlorat 24 solmassor.